# 樟树镇 (清江县)
樟树镇，原江西省清江县县治，1988年撤销，现为樟树市城区。
秦时，樟树镇是新淦县（今新干县）治所，名淦阳。
隋时，县治迁到南市村，即今金川镇。县治南迁后，淦阳改称清江镇。
南唐升元二年，析高安之建安、修德，新淦之崇学三乡为清江县，治所在潇滩镇（今临江镇）。清江镇更名樟树镇。以镇在樟树林中，故以树名镇。
1949年6月19日，清江解放，县人民政府治樟树镇，7月15日迁临江镇，1950年3月27日又迁回樟树镇。1988年10月26日，撤销清江县及樟树镇，设樟树市及鹿江、淦阳等街道。
樟树镇地处赣江袁水之交，交通便利，商贸发达，尤以其传统的药材交易市场和精湛的药材炮制技术闻名全国，被誉为“江南药都”，有“药不过樟树不灵”一说。历史上曾与景德镇、吴城镇、河口镇并称为江西四大名镇。
《搜神后记》、《太平御览》等书记有三国东吴大将聂友“夜射白鹿，中樟灭怪”的故事，故樟树镇又有“鹿江”、“鹿渚”的别称。